# Ithell Colquhoun
Ithell Colquhoun (/ˈaɪθəl kəˈhuːn/), née le 9 octobre 1906 à Shillong (Meghalaya, Inde) et décédée le 11 avril 1988 en Angleterre, est une peintre et femme de lettres surréaliste britannique. Des années 1930 à sa mort, son œuvre a été largement exposée en Grande-Bretagne et en Allemagne.

## Biographie
Née en 1906, à Shillong, elle fit ses études à la Slade School of Fine Art de Londres.  Pour approfondir sa formation, Ithell Colquhoun se rend à Paris où elle fréquente l'académie Colarossi. en 1931. Au cours de cette période, elle découvre le surréalisme et rencontre plusieurs figures majeures de ce mouvement, notamment René Magritte, André Breton, Salvador Dalí, Marcel Duchamp et Man Ray.
Après deux années d'immersion, Colquhoun rentre à Londres où elle effectue sa première exposition solo à la Cheltenham Art Gallery en 1936 témoignant clairement de l'influence du surréalisme. Elle y réinterprète des sujets végétaux sous forme de natures mortes empreintes d'un symbolisme érotique. En 1939, Colquhoun est invitée à rejoindre le groupe surréaliste britannique sous la direction du marchand d'art et artiste belge E. L. T. Mesens. Elle expose aux côtés de Roland Penrose dans une exposition conjointe à la Mayor Gallery, l'un des hauts lieux de la scène surréaliste londonienne. 
Elle fut cependant exclue du groupe surréaliste de Londres en 1940 car elle ne soutenait pas de manière inconditionnelle E. L. T. Mesens tout comme d'autres artistes femmes surréalistes comme Grace Pailthorpe, Ruth Adams et Eileen Agar (cette dernière étant la seule à avoir été réintégrée par la suite). Cette exclusion s'explique principalement par le refus catégorique de Ithell  Colquhoun de renoncer à son intérêt pour l'occultisme étant membre de plusieurs sociétés occultes. Or, le groupe surréaliste de Londres dirigé par E.L.T. Mesens impose une interdiction formelle d’appartenir à une autre organisation.  
Elle épouse  Toni del Renzio (en)en 1943, et divorça vers 1948.
Ithell Colquhoun inventa de nouvelles techniques surréalistes, comme la graphomanie, la stillomanie et le « parsemage ». Elle était aussi romancière, dramaturge, et poétesse.
Tout au long de sa vie, elle s'intéressa à l'occultisme, plus particulièrement à l'arbre de vie cabalistique. Son adhésion spontanée à l'Ordre hermétique de l'Aube dorée ne fut pas acceptée, mais elle devint plus tard membre du très proche Ordo Templi Orientis.
Sa bibliographie comprend The Sword of Wisdom (1975), qui fut la première biographie d'envergure de Samuel Liddell MacGregor Mathers. Il reste l'ouvrage le plus long consacré à Mathers. Elle a aussi publié un roman occulte, The Goose of Hermogenes (l'oie d'Hermogène). Un recueil de ses Collected Magical Writings est paru récemment de manière posthume.
Elle mourut le 11 avril 1988 en Cornouailles, où elle avait passé la plus grande partie de sa vie.

## Œuvres
- Goose of Hermogenes, Londres, Peter Owen, 1961.
- Grimoire of the Entangled Thicket, Londres, Ore Publications, 1973.
- The Sword of Wisdom, Londres, Neville Spearman, 1975 (biographie de Samuel Liddell MacGregor Mathers).

- I Saw Water. An Occult Novel and Other Selected Writings, Penn State University Press, 2014 (comprend le roman I Saw Water et une sélection de textes pour la plupart inédits).